# Elphicks
Elphicks is een warenhuis in het Britse Farnham. Het warenhuis is actief sinds 1881.  

## Geschiedenis
In 1881 opende Georges Elphicks een stoffenwinkel aan West Street 13 in Farnham. De winkel groeide in de loop der tijd uit tot een warenhuis met een oppervlakte van ruim 2.400 m², verdeeld over twee verdiepingen. Tot in oktober 2004 was het bedrijf in eigendom van de familie Elphick, totdat het werd overgenomen door Tudor Williams (Holdings) Ltd, een ander familiebedrijf.             
In 2016 werd een nieuw restaurant Heidi geopend in het warenhuis.  In mei 2018 werd het warenhuis tijdelijk gesloten voor een grote verbouwing voor een bedrag van £ 2 miljoen. Naast een modernisering werd het warenhuis uitgebreid met zo'n 300 m².